# گئورگی پوگوسوف
گئورگی پوگوسوف (اوکراینی: Георгій Вадимович Погосов؛ زادهٔ ۱۴ ژوئیهٔ ۱۹۶۰) یک شمشیرباز بازنشسته ارمنی‌تبار اهل شوروری-اوکراین است.
پوگوسوف برنده مدال طلا در بازی‌های المپیک ۱۹۹۲ و مدال نقره در بازهای المپیک ۱۹۸۸ در رشته سابر شد. وی از سال ۱۹۹۹ که به ایالات متحده آمریکا نقل مکان نموده است در دانشگاه استنفورد فعالیت می‌کند.